# Сонатина (филм)
„Сонатина“ (на японски: ソナチネ) е японски криминален филм от 1993 година на режисьора Такеши Китано по негов собствен сценарий.
В центъра на сюжета е отегчен от живота си токийски член на якудза, който е изпратен да разреши спор между престъпни групи в Окинава, но вместо това е нападнат, укрива се с група престъпници на изолиран плаж, а след това отмъщава на подготвялите убийството му и се самоубива. Главните роли се изпълняват от Такеши Китано, Ая Кокумаи, Тецу Ватанабе, Масанобу Кацумура, Сусуму Тераджима.
„Сонатина“ е сред най-успешните филми на Такеши Китано и му донася по-широка известност и извън Япония.